# クロスジニセツノヒラムシ
クロスジニセツノヒラムシ（Pseudobiceros gratusは、ヒラムシの一種。クロスジニセツノヒラムシ属に属する。
インド洋、西太平洋分布。サンゴ礁域。

## 特徴
長さ55mm、幅20mmの楕円形で、縁は強く波打つ。背面は乳白色から青白色で、黒く太い3本の縦線が入る。